# Ardisia alutacea
Ardisia alutacea C.Y.Wu & C.Chen – gatunek roślin z rodziny pierwiosnkowatych (Primulaceae). Występuje naturalnie w Chinach – w południowo-wschodniej części prowincji Junnan. 

## Morfologia
PokrójZimozielony krzew dorastający do 0,4–1,5 m wysokości.
LiścieBlaszka liściowa jest skórzasta i ma lancetowaty, eliptyczny lub odwrotnie jajowaty kształt. Mierzy 8–12,5 cm długości oraz 3–4,5 cm szerokości, jest karbowana na brzegu, ma klinową nasadę i ostry wierzchołek. Ogonek liściowy jest nagi i ma 8–10 mm długości.
KwiatyZebrane wierzchotkach (o 5–11 cm długości) wyrastających z kątów pędów. Mają działki kielicha o owalnym kształcie i dorastające do 1–2 mm długości. Płatki są owalne i mają białą lub zielonkawą barwę i 7–9 mm długości.
OwocPestkowce mierzące 8 mm średnicy, o kulistym kształcie i czerwonej barwie.

## Biologia i ekologia
Rośnie na terenach bagnistych oraz w lasach. Występuje na wysokości od 800 do 1700 m n.p.m.